# Barylestis
Barylestis là một chi nhện trong họ Sparassidae.